# Migració planetària

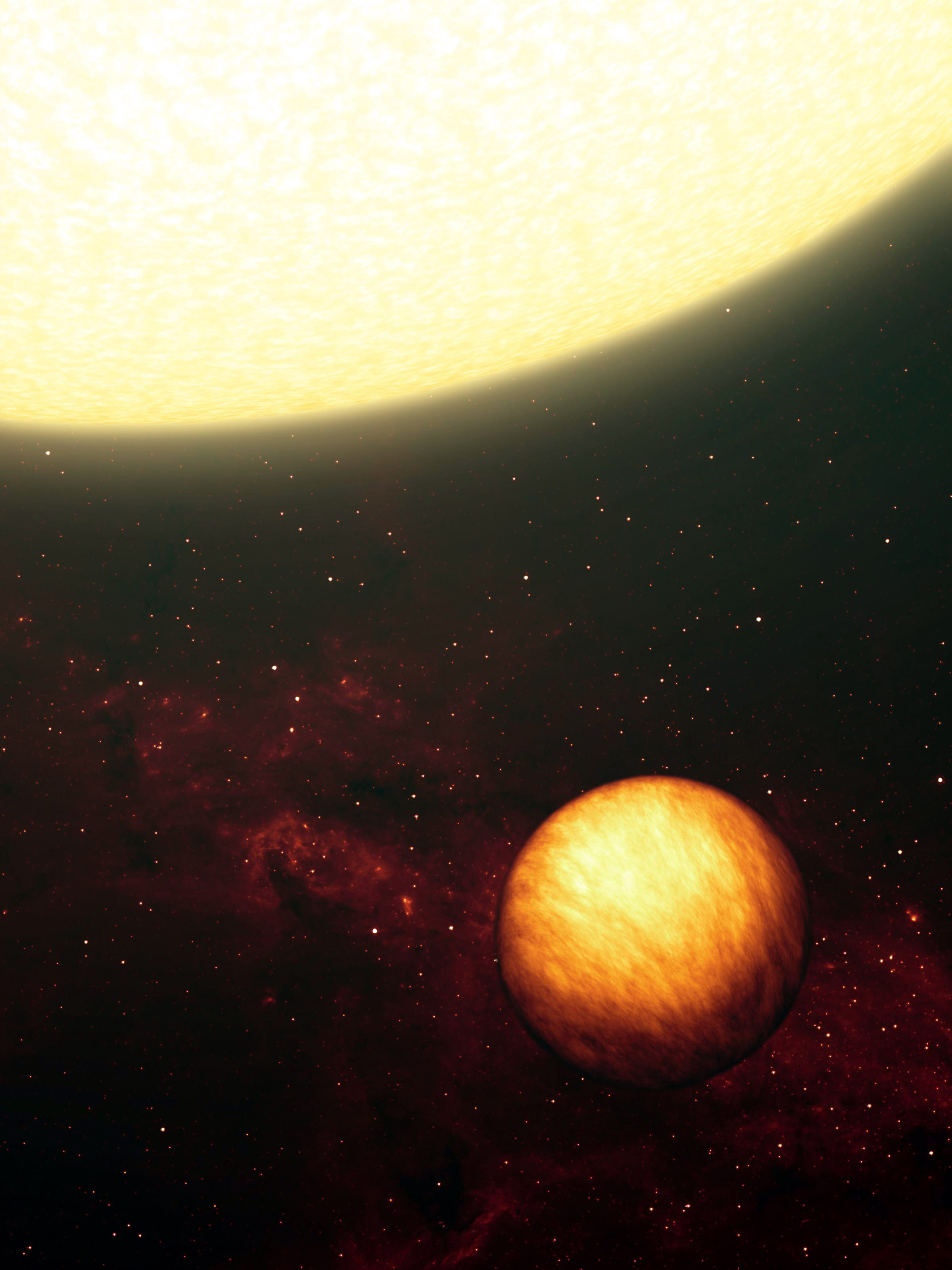
Imatge artística d'Upsilon Andromedae b, un planeta del tipus Júpiter calent.

La migració planetària és un fenomen astronòmic que té lloc quan un planeta interacciona amb un disc de gas o amb planetesimals, produint l'alteració dels paràmetres orbitals del planeta, sobretot el seu semieix major.
La migració planetària és l'explicació més probable pels Júpiters calents: planetes extrasolars amb masses similars a la del planeta Júpiter, però òrbites de només uns dies. La teoria generalment acceptada de la formació planetària de disc d'acreció protoestel·lar prediu que aquests planetes no es poden formar prop de les seves estrelles, ja que allí la massa a incorporar és insuficient perquè la zona d'acreció és petita, i la temperatura és massa alta per permetre la formació de planetesimals gasosos o gelats.
També s'ha aclarit que els planetes de massa terrestre poden estar subjectes a una migració interior ràpida si es formen mentre el disc de gas encara està present. Això pot afectar la formació dels centres dels planetes gegants (què tenen masses de l'ordre de 10 masses terrestres).

## Tipus de disc protoplanetari

### Disc de gas
Els discos al voltant de les estrelles joves són discos gasosos que tenen unes vides d'uns milions d'anys. Els planetes en moure's pel gas es comporten de forma diferent segons que la seva massa sigui comparable a la de la Terra o a la de Júpiter. Però, com explicarem detingudament en Tipus de migració, en tots dos casos hi ha una transferència de la velocitat del planeta al gas circumdant, de manera que el planeta perd velocitat i es mou en una òrbita espiral cap a dintre.

### Disc planetesimal
Durant la fase tardana de la formació del sistema planetari, ja tot el gas ha estat absorbit i només queden grans protoplanetes i planetesimals tots dos actuant gravitatòriament d'una manera caòtica. Això faria que molts planetesimals aconseguissin noves òrbites molt excèntriques. Això causa molts xocs i el creixement dels planetes per fusió. Això produeix un intercanvi de velocitat entre els planetes i els planetesimals, i porta a una migració (que pot ser interior o exterior depenent de les circumstàncies). Es creu que la migració exterior de Neptú és responsable de la captura ressonant de Plutó i d'altres plutins en la ressonància 3:2 amb Neptú.

## Tipus de migració

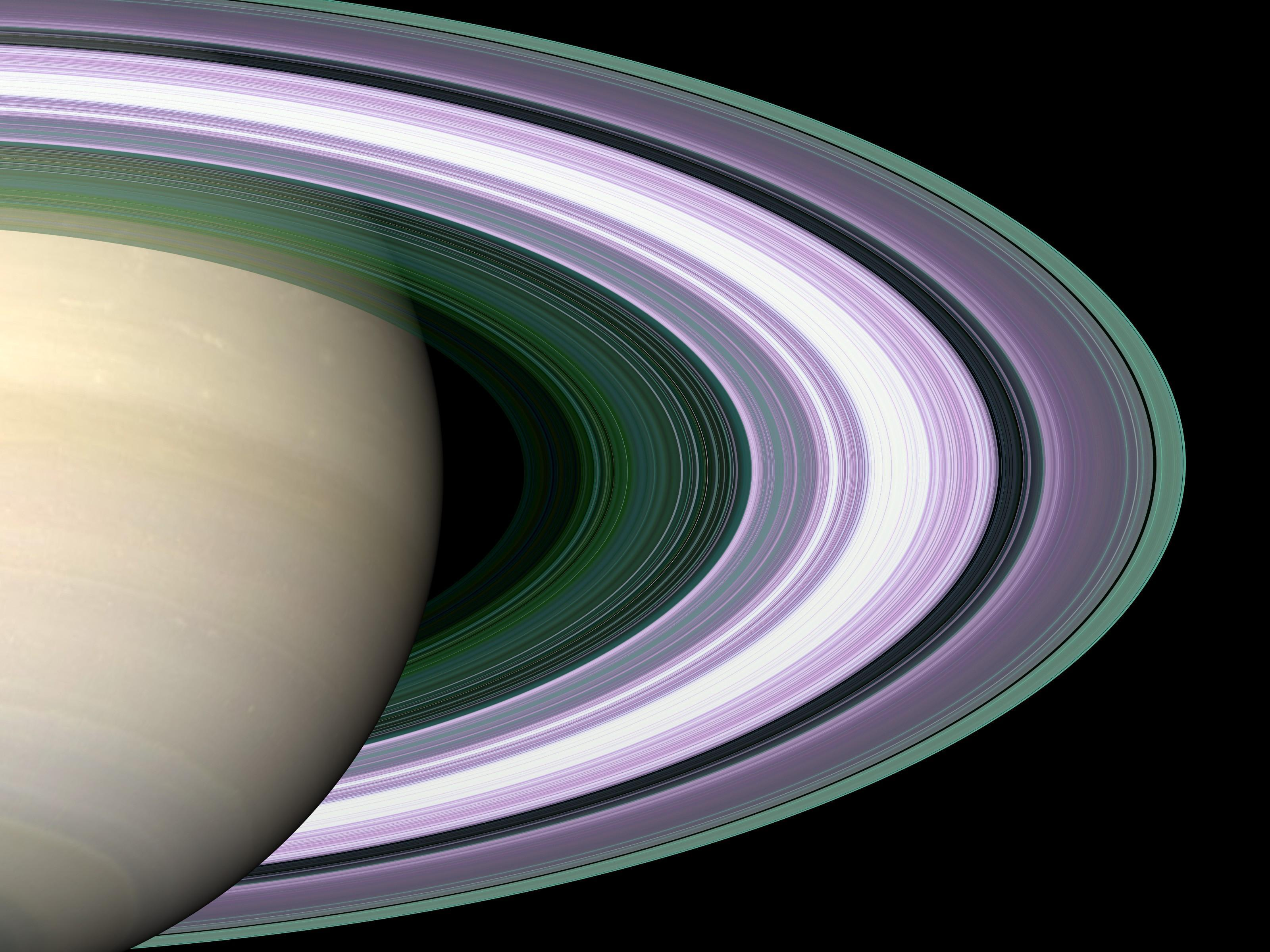
Els anells de Saturn no són uniformes, tenen buits i estan distribuïts en desenes d'anells diferents, a causa d'un efecte similar a la migració planetària que generen els satèl·lits de Saturn.

En funció de la massa dels planetes i de la seva estrella hi ha diversos tipus de migració:

### Migració tipus I
Si planetes amb masses d'al voltant d'una massa de Terra o alguna cosa major (però no gaire major lloc que no ha d'haver acumulat molt gas) es mouen en un disc de gas, crea una ona igual que un vaixell en desplaçar-se sobre l'aigua creant un deixant. Però hi ha una diferència, el gas gira al voltant de l'estrella, així que, el gas que està més allunyat que el planeta es retarda mentre que el que està més a prop s'avança. El primer tira del planeta retardant el seu moviment mentre que el segon l'accelera. La regió exterior en ser major venç en aquesta lluita i el planeta perd velocitat com si el planeta transferís part de la seva velocitat al gas circumdant en el disc protoplanetari així que l'òrbita del planeta es mou en espiral cap a dintre.

### Migració tipus II
Si per contra el planeta té una massa considerable (de més d'aproximadament 10 vegades la massa de la Terra) la seva reacció és diferent. El planeta recentment format obre un buit en el disc netejant la seva òrbita amb el que posa un fre al seu creixement. La forma en què ho fa desafia a la intuïció. Si la partícula de gas és interior anirà més ràpid que el planeta així que aquest li frenarà llançant la partícula cap a dintre. En contraposició el planeta (donada la seva elevada massa) és lleugerament accelerat per la partícula interior. Si la partícula de gas és exterior anirà més lenta que el planeta així que aquest l'accelerarà llançant la partícula cap a fora. En contraposició el planeta (donada la seva elevada massa) és lleugerament frenat per la partícula exterior. En resum, hi ha un transvasament de quantitat de moviment entre el planeta i el gas. Però com la quantitat de gas que va per la vora exterior és lleugerament major que el que va per l'interior, llavors en global, el planeta resulta lleugerament frenat iniciant un lent viatge en espiral cap a l'estel central. Llavors es crea una lluita entre el gas adjacent que intenta entrar en el buit i el planeta que intenta que no entri. L'entrada de gas impedeix que la migració cap a l'interior es pari. Així és probablement com migrant els Júpiters calents.

## Confirmació de la migració
La migració planetària va ser predita pels teòrics en 1979. No obstant això en el nostre Sistema Solar per alguna raó aquest procés no era important. A l'octubre de 1995 els astrònoms Michel Mayor i Didier Queloz van descobrir el primer planeta fos del nostre Sistema Solar. El nou planeta orbitava l'estel 51 Pegasi, a 0,052 UA. en 4,23 dies i amb una massa de 0,468 vegades la massa de Júpiter. Però hi havia un problema: 51 Pegasi b, com havia estat batejat el nou món, no podia existir.
Es tractava amb tota seguretat d'un gegant gasós. Però com tots sabem, els planetes gegants es troben en el nostre Sistema Solar lluny del Sol i segons els models de formació és impossible que es puguin formar prop dels seus estels. L'única solució és que s'havia format lluny i la migració planetària ho havia apropat a només 8 milions de km. Des de llavors s'han descobert molts Júpiters calents i la migració planetària sembla l'explicació més probable.
La qüestió és saber com s'aconsegueix frenar aquest procés per evitar que el planeta sigui engolit pel seu sol. La veritat és que en alguns casos se suposa que els planetes nounats acaben 'devorats' per les seves pròpies estavelles víctimes d'aquest frenat. caldria esperar alguna alteració química en la superfície d'un estel com el Sol que rep l'impacte d'un planeta? En l'Institut d'Astrofísica de Canàries, l'astrònom Rafael Rebolo va pensar que l'isòtop liti-6 podria ser la peça clau en el test que buscava. Aquest element que es destrueix mitjançant reaccions nuclears en els interiors d'estels com el Sol però es preserva intacte en els planetas i nanes marrons de baixa massa, podria oferir una prova excepcional de la caiguda de material planetari a un estel de tipus solar.
El test del liti-6 per a la migració planetària i el seu primer resultat positiu en l'estrella HD 82943 que conté dos planetes gegants en òrbites bastant excèntriques va ser publicat en la revista Nature. La presència de liti-6 en l'atmosfera d'aquest estel, amb una proporció respecte a liti-7 similar a la continguda en els meteorits del sistema solar suggereix que l'element detectat en l'estel prové probablement d'un o més planetes que podrien haver caigut a la mateixa com a conseqüència d'interaccions gravitatòries amb algun altre planeta del sistema o amb material protoplanetari. A partir de la quantitat d'isòtops de liti mesurada, es va poder establir aproximadament les característiques del planeta que va caure a l'estrella. Es podria haver tractat d'un planeta gasós amb 2 o 3 vegades la massa de Júpiter i una composició química similar a aquest, o alternativament un planeta de tipus terrestre que tingués una composició química similar a la dels meteorits del sistema solar. Aquest estel posseeix dos planetes gegants amb òrbites excèntriques, una possible indicació que van poder existir complicades interaccions gravitatòries en el passat.
Per estudiar la significació del resultat en termes estadístics s'ha iniciat un programa exhaustiu de cerca de liti-6 en tots els estels que tenen planetes coneguts i com a mostra de referència també s'estan estudiant estels on no hi ha planetes gegants en òrbites internes.
Podem considerar al nostre Sistema Solar una excepció? Doncs sembla que no. Encara que òbviament el nostre sistema no té cap gegant gasós prop del Sol, els models més recents apunten al fet que Júpiter es va formar més lluny de la seva posició actual, mentre que Saturn, Urà i Neptú ho van fer més a prop.

## Migració en el sistema solar

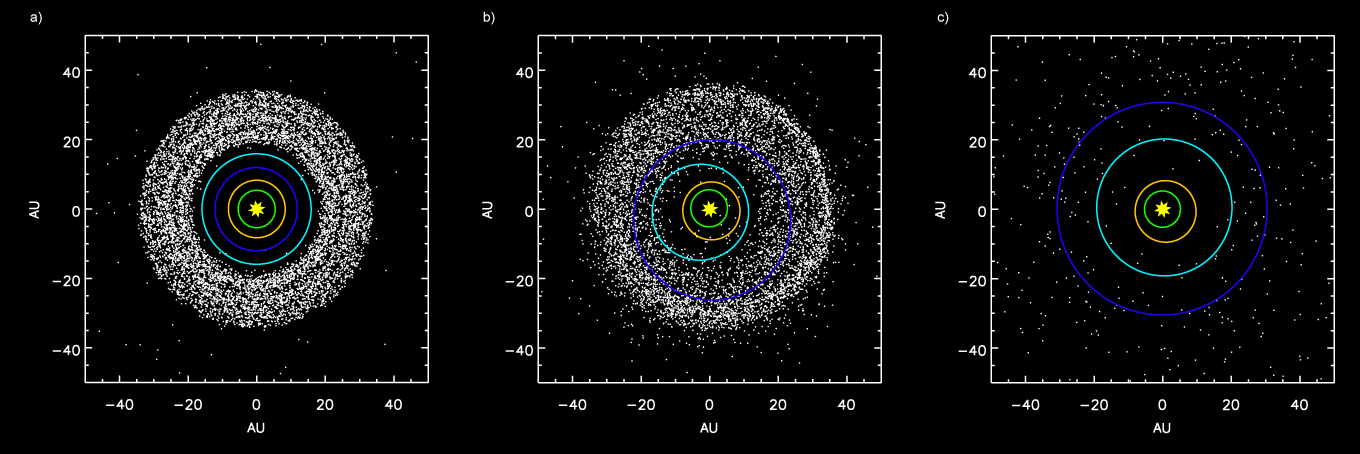
Simulació que mostra els planetes exteriors i el cinturó de Kuiper: a) Configuració inicial, abans que la ressonància Júpiter/Saturn anés 2:1. b) Espaiament dels planetesimales del cinturó de Kuiper després del canvi orbital de Neptú (blau) i Urà (verd). c) Després de l'expulsió del cinturó de Kuiper pels planetes gegants.

Proposa la migració dels gegants gasosos a partir d'una configuració inicial més compacta cap a les seves posicions actuals, molt després de la dissipació del disc protoplanetari de gas. És una hipòtesi diferent dels models anteriors sobre la formació del sistema solar. Aquesta migració planetària s'utilitza en simulacions dinàmiques del sistema solar per explicar successos històrics com el Bombardeig intens tardà del sistema solar interior, la formació de la núvol d'Oort, i l'existència de regions amb cossos menors com el cinturó de Kuiper, els troians de Júpiter i Neptú, i nombrosos objectes transneptunians ressonants amb Neptú. El fet que es puguin reproduir moltes de les característiques del sistema solar fa que sigui acceptada àmpliament com el model actual més real de l'evolució inicial del sistema solar, si bé encara no és acceptada per tots els científics planetaris.